# Rhopalorhynchus tenuissimus
Rhopalorhynchus tenuissimus is een zeespin uit de familie Colossendeidae. De soort behoort tot het geslacht Rhopalorhynchus. Rhopalorhynchus tenuissimus werd in 1885 voor het eerst wetenschappelijk beschreven door Haswell. 